# キャサリン・ストット
- キャスリン・ストット

キャサリン・ストット（Kathryn Stott, 1958年12月10日 - ）は、イギリスのピアノ奏者。

## 略歴
ランカシャーのネルソンの生まれ。ユーディ・メニューイン音楽学校でヴラド・ペルルミュテールとナディア・ブーランジェの教えを受けてロンドン王立音楽院に進学し、ケンダル・テイラーの門下となった。
1978年のリーズ国際ピアノ・コンクールで5位入賞を果たす。
1985年よりヨーヨー・マとデュオを組む。
1995年にはフランス音楽の普及活動への功績が認められ、フランス政府から芸術文芸シュヴァリエ勲章を授与された。